# Lisa Guenther
Lisa Guenther és una filòsofa i activista canadenca, coneguda pels seus esforços per portar la filosofia a entorns extraordinaris. El treball de Guenther assumeix l'aïllament, la tortura a la presó, la injustícia reproductiva i l'estat carcerari.
Forma part del Departament de Filosofia i del Programa de Postgrau en Estudis Culturals, i és actualment acadèmica nacional de Queen's en Filosofia Política i Estudis Penitenciaris Crítics a la Queen's University de Kingston, a Ontario, Canadà. Abans del 2018, va exercir com a professora associada de filosofia a la Universitat de Vanderbilt. El seu primer càrrec acadèmic va ser a la Universitat d'Auckland. Guenther es llicencià a la Bishop's University i es va doctorar a la Universitat de Toronto.
Guenther s'especialitzà en filosofia feminista, fenomenologia i filosofia política. El seu llibre ha estat descrit per Notre Dame Philosophical Reviews com "un manifest d'alliberament en les lluites contra la captivitat". El treball de Guenther amb reclusos al corredor de la mort a la presó de màxima seguretat de Riverbend a Nashville ha rebut una considerable atenció mediàtica. En una entrevista a The Boston Review descriu els seus esforços com a fonamentats en una nova comprensió del que és la filosofia: «Ara abordo la filosofia com una pràctica democràtica radical de creació de sentit col·lectiva». The Chronicle of Higher Education, en el perfil de Guenther, la va anomenar «defensora radical de la reforma penitenciària».